# Walther MP
Walther MP («Вальтер» МР) — немецкий пистолет-пулемёт, разработанный фирмой Walther. Первый (MPK) лучше подходит для скрытого ношения, второй (MPL) — для прицельной стрельбы.

## Описание
Затвор свободный, стрельба ведётся из открытого положения затвора. В случае необходимости затвор можно закрыть с помощью рукоятки. Приклад откидной, его спинку можно использовать в качестве дополнительной передней рукоятки. Из обоих вариантов можно вести как автоматический, так и одиночный огонь.

## Варианты и модификации
- Walther МР-К (MP Kurz, с немецкого короткий) — вариант с укороченным до 171 мм стволом.
- Walther МР-L (MP Lang, с немецкого длинный) — вариант с длиной ствола 257 мм.

## Страны-эксплуатанты

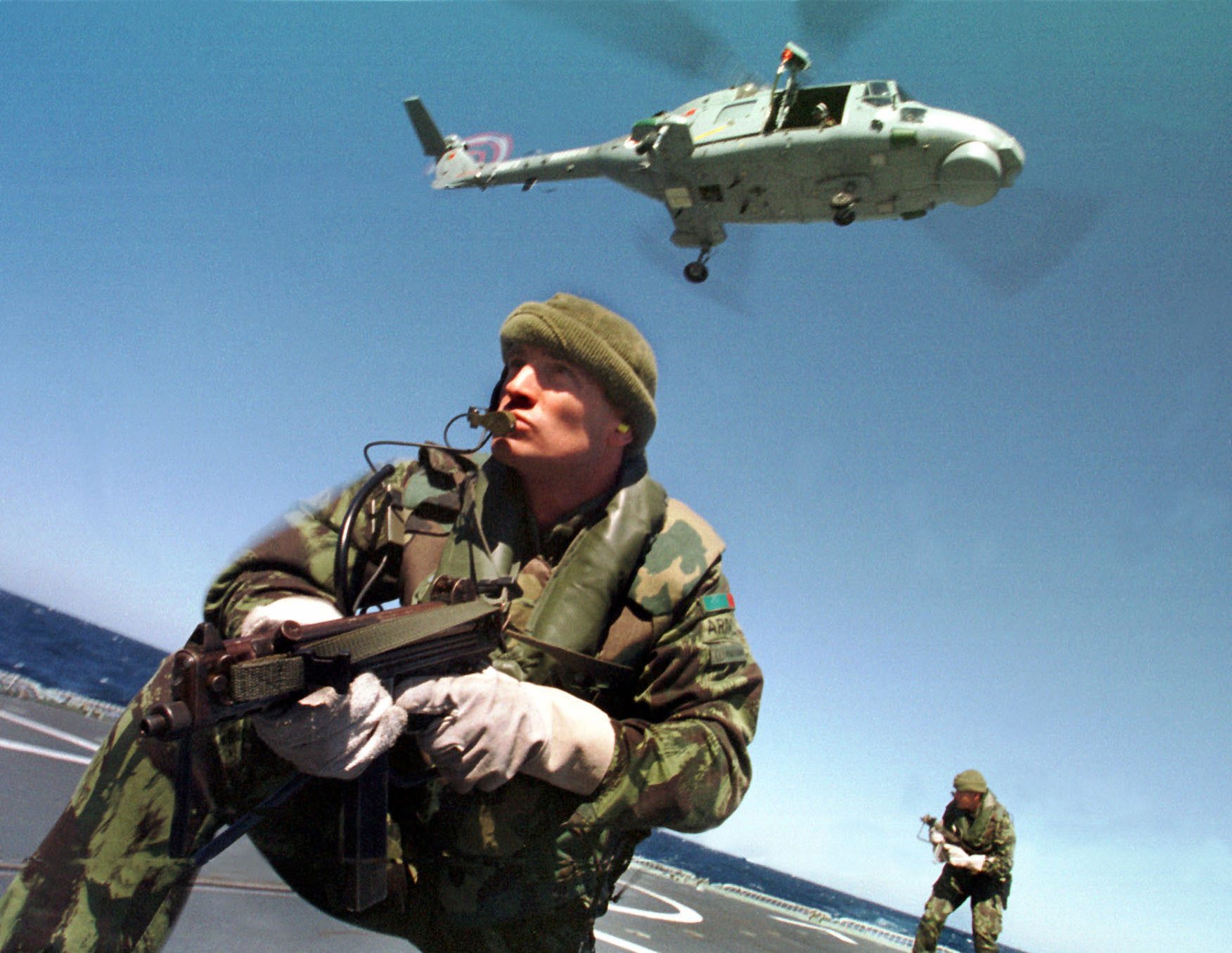
морской пехотинец Португалии с Walther МР-L (12 марта 1998)

Оба варианта пистолета-пулемёта экспортировались в страны Латинской Америки, в том числе Бразилию, Колумбию, Мексику, Венесуэлу.
- Германия: на вооружении бундесвера (MP-L — под наименованием MP.3 и MP-K — под наименованием MP.4)[1] и полиции ФРГ
- Португалия
- США: MP-K находятся на вооружении спецподразделения «Дельта»[2]

## В фильмах и играх
- Встречается в игре Fallout Tactics: Brotherhood of Steel.